# Cefalù
Cefalù (prononcé : [tʃefaˈlu] sicilien : Cifalù, du grec ancien : Κεφαλοίδιον / Kephaloídion ou Κεφαλοιδίς / Kephaloidís via le latin : Cephaloedium ou Cephaloedis) est une commune italienne de 13 777 habitants située dans la province de Palerme en Sicile. 
Située sur la côte nord de l'île au pied d'un promontoire rocheux, Cefalù est l'une des principales stations balnéaires de l'île.

## Étymologie
Cefalù tire son nom du grec Kefaloidion, dérivé de κεφαλή / kephalḗ, « tête », à cause du promontoire rocheux contre lequel elle fut bâtie.

## Géographie
Cefalù est située sur la côte septentrionale de la Sicile, à environ 70 km de Palerme. À l’extrémité des Madonie, Cefalù fait partie du territoire du parc naturel régional de cette chaîne calcaire
Elle est située au pied de la Rocca (it), un promontoire rocheux de 270 mètres de haut.

## Histoire
Le site aurait vraisemblablement déjà été habité à l'époque préhistorique. Un sanctuaire mégalithique (IXe – VIIIe siècle) a été découvert au sommet de la Rocca.
Les Grecs, qui fondèrent Kefaloidion à la fin du Ve siècle av. J.-C., substituèrent à la Grande Mère indigène Artémis et développèrent le sanctuaire qu'ils fortifièrent jusqu'au rivage à cette époque et remanièrent au IIe siècle av. J.-C.. Le nom d'un rocher atteste également du culte local de Daphnis.
Cependant, un établissement grec n’est mentionné qu’à partir de -396, et la prise de la ville par Denys l'Ancien. Agathocle de Syracuse l'occupe à son tour en -307. 
La ville passe sous la domination des Romains (-254) qui la rebaptisent Cephaloedium et la font prospérer malgré les pillages de Caius Licinius Verres.
Siège d'un diocèse byzantin depuis VIIe siècle, Cefalù devient musulmane en 857, en 1063 elle est prise par les Normands dirigés par Roger de Hauteville, et alliés de la Papauté (depuis 1059). Sous le règne de Roger II, fils cadet du précédent, la ville redevient évêché en 1132 et se dote de nombreux monuments, notamment de sa célèbre cathédrale de pur style arabo-normand, construite à partir de 1131. EI Idrisi écrit une vingtaine d'années plus tard au sujet de la cité « Il s'agit d'une forteresse dotée de toutes les prérogatives d'une ville : marchés, bains et moulins ainsi qu'un lavoir d'architecture arabe toujours existant ; ceux-ci se trouvent installés exactement dans l'intérieur de la ville, près des chutes d'une eau douce et fraîche qui sert aussi aux usages des habitants. Cefalù s'élève sur des rochers au bord de la mer ; elle est pourvue d'un beau port — qui est le but d'embarcations en provenance de tous les horizons et elle a une population considérable. Une citadelle domine la forteresse, à la cime d'un mont escarpé, pour ainsi dire inaccessible. »
À partir de 1194, elle fait partie du Saint-Empire romain germanique des Hohenstaufen.
À partir de 1920, l'écrivain occultiste Aleister Crowley loue une ferme en retrait du village pour y installer son « abbaye de Thélème », où meurt l'un de ses disciples, Raoul Loveday. L'abbaye est abandonnée après l'expulsion de l'écrivain britannique par le régime fasciste vers 1923.
L'association du Club des Villages magiques, fondée en 1950, qui a fusionné en 1956 avec Club Méditerranée crée dès sa première année d'existence un village de tentes dans le village où a été tourné le film Le Village magique, l'histoire de jeunes fiancés qui s’apprêtent à partir en Sicile dans un village de vacances, l'un des deux s'éprenant d'une autre en route. Le tournage commence dès 1953 et se poursuit en 1954, notamment sur le promontoire de Santa Lucia, bondé de réalisateurs et d'acteurs, où le film est presque entièrement tourné, le jardin public et la Cathédrale, ou la pinède abritant les tentes, et dure jusqu'au printemps 1955.

## Administration
| Période                                  | Période      | Identité           | Étiquette             | Qualité |
| ---------------------------------------- | ------------ | ------------------ | --------------------- | ------- |
| 11 juin 2002                             | 15 mai 2007  | Simona Vicari      | Forza Italia          |         |
| 15 mai 2007                              | 8 mai 2012   | Giuseppe Guercio   | Centro-Sinistra       |         |
| 8 mai 2012                               | 12 juin 2022 | Rosario Lapunzinao | Centro-Sinistra       |         |
| juin 2022                                | En cours     | Daniele Tumminello | Parti démocrate / M5S |         |
| Les données manquantes sont à compléter. |              |                    |                       |         |

### Hameaux
Sant'Ambrogio, Allegracuore, Aranciotto, Barreca, Batria, Calura, Campella, Capo, Capo Plaia, Carbonara, Cicerata, Cilluzzo, Cippone, Cisterna, Colla, Colombo, Cozzo Monaco, Cozzo Rotondo, Croceparrino, Ferla, Figurella, Fiume Carbone, Fontanasecca, Gallizza, Gazzana, Giambellino, Giardinello, Gibilmanna, Granato, Grugno, Guarneri, Gurgo, Lancellaro, Lanceria, Liazzi, Luogo, Magarà, Manche, Mangiaferro, Mazzaforno, Mazzatore, Mollo, Monte, Ogliastrillo, Pietra Pollastra, Parandola, Pernicaniglia, Piano Mandrie, Piano Pero, Picciolo, Piraro, Pisciotto, Plaia, Plaia degli Uccelli, Presidiana o Prissuliana, Presti, Prima Croce, Retromarina, Ristaneo, Roccazzo, Romito, Ronzavalle, Ruggeri, Santa Barbara, San Biagio, San Calogero, SanCosimo, Sant'Elia, Santa Lucia, San Nicola, Sant'Oliva, Salaverde, Salinelle, Saratto, Serra Guarneri, Serre, Settefrati, SS. Salvatore, Testardita, Timparossa, Torrazza, Tre Fontane, Vallone di Falco, Valle Grande, Vatalara, Vicinale Marsala, Contrada Quattrocchi.

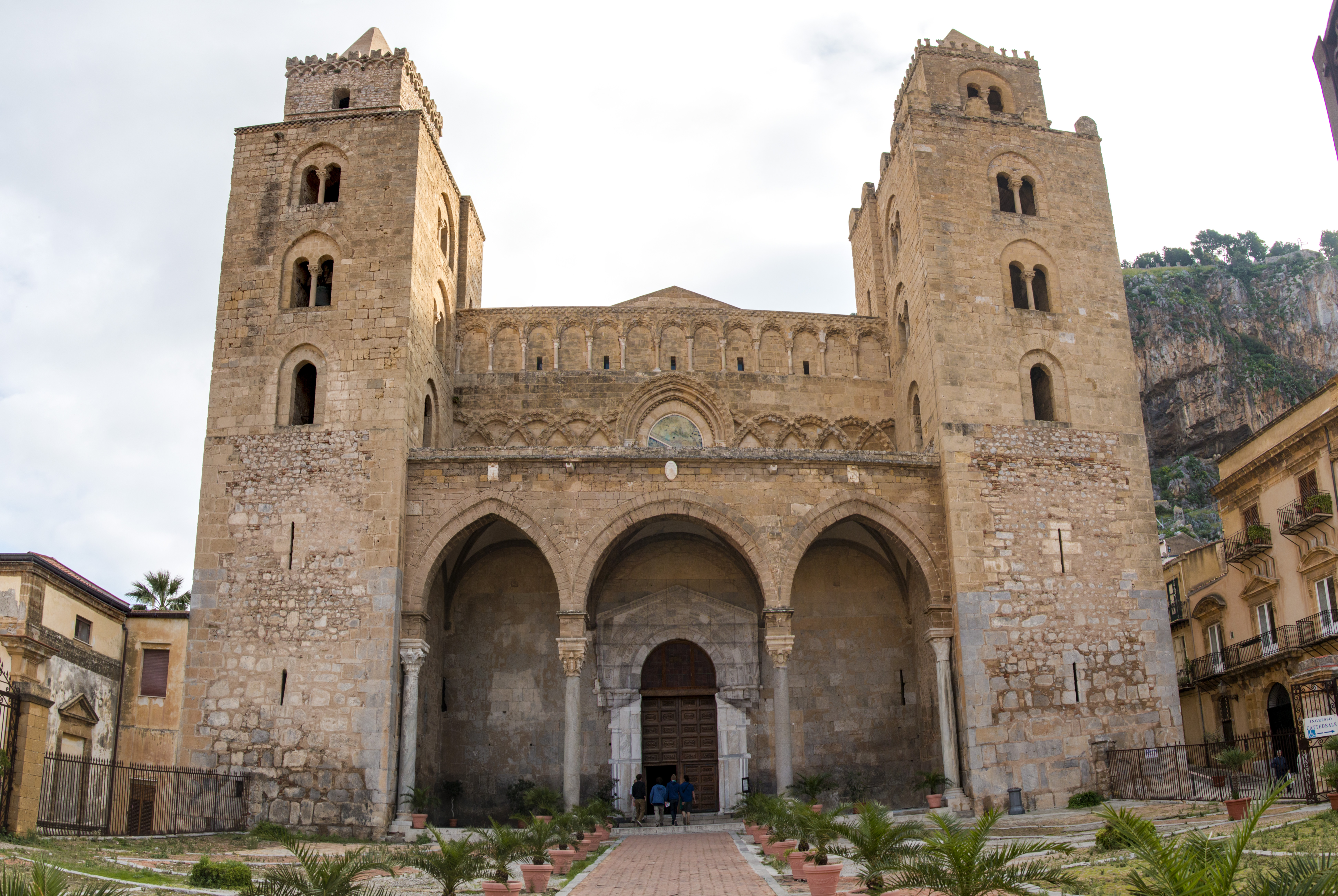
Façade de la cathédrale de Cefalù.

### Communes limitrophes
Castelbuono, Gratteri, Isnello, Lascari, Pollina.

## Patrimoine
La cathédrale de Cefalù est le monument le plus connu de la ville de par son style arabo-normand et sa mosaïque de style orthodoxe byzantine représentant le Christ pantocrator.
Le Musée Mandralisca, issu de la collection d'un député local, abrite notamment le Portrait d'un marin inconnu, peint par Antonello de Messine.

## Personnalités liées à la cité
- Virgilio Costantini (1882-1949), artiste-peintre, né à Cefalú.
- Aleister Crowley (1875-1947), qui y établit en 1904 sa thelema
- Giacomo Del Duca (1520-1604),  architecte et sculpteur.
- Giuseppe Misuraca (en) (1884-1962)

## Galerie

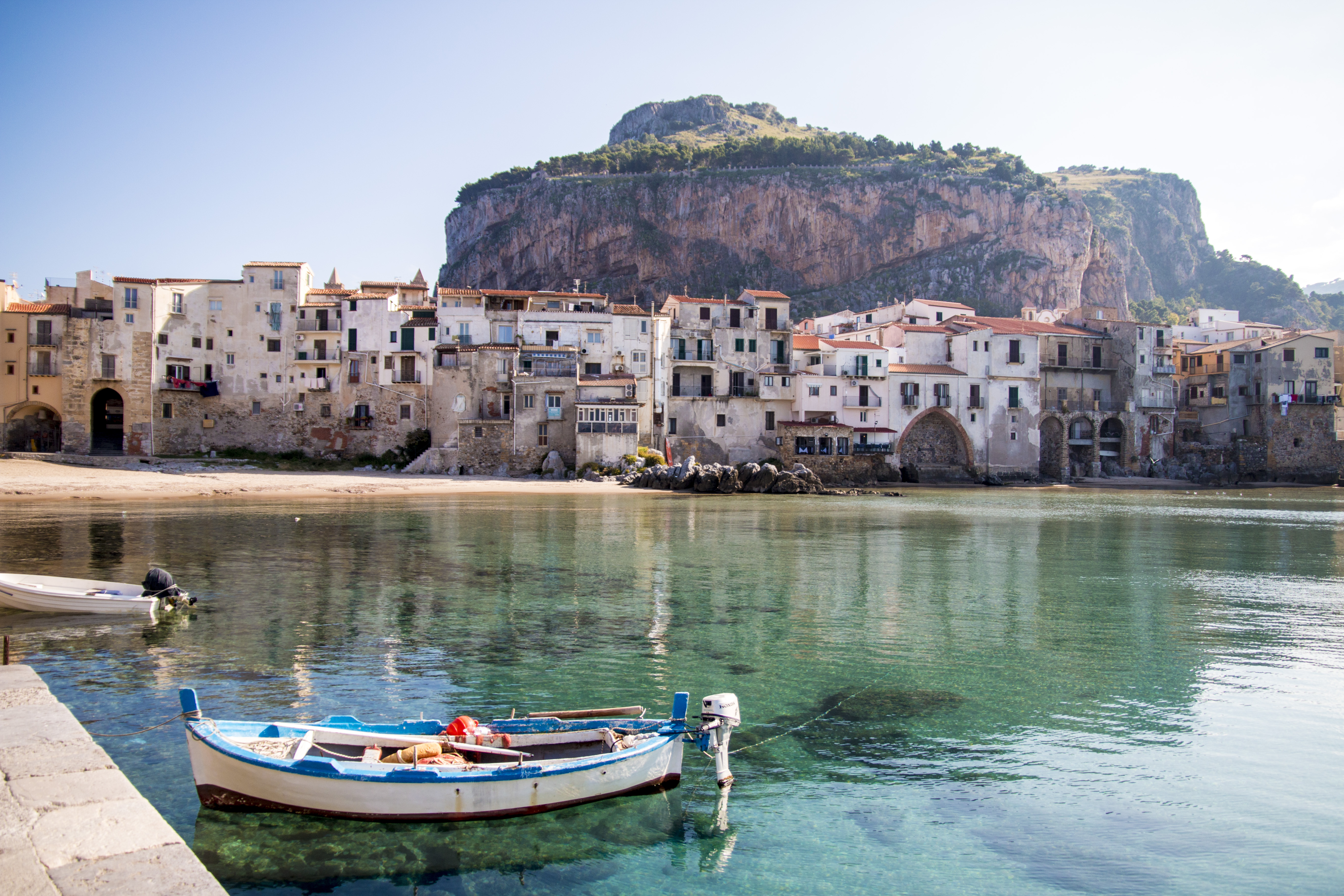
Jetée de Cefalù devant la Rocca.
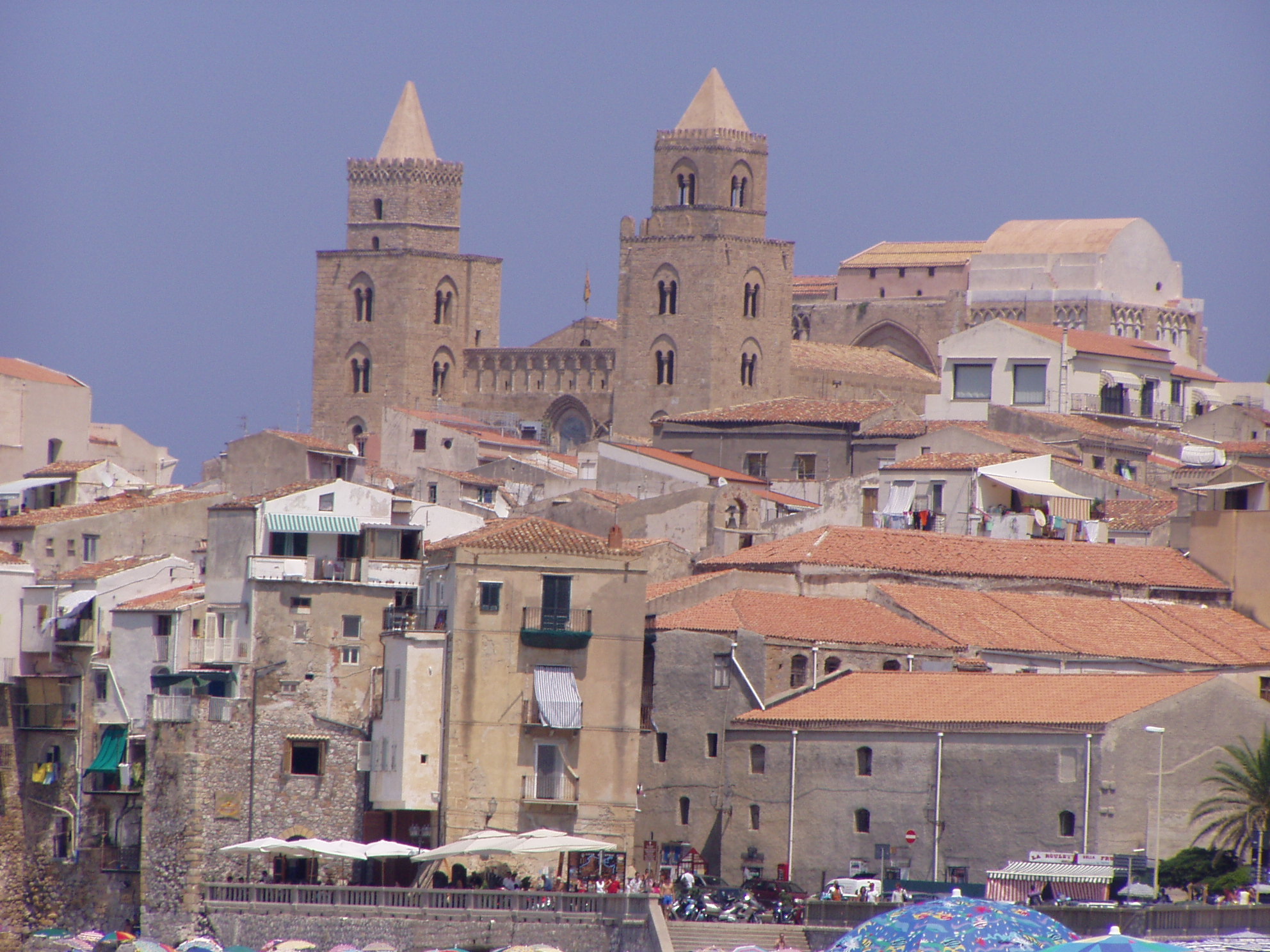
Cathédrale de Cefalù.
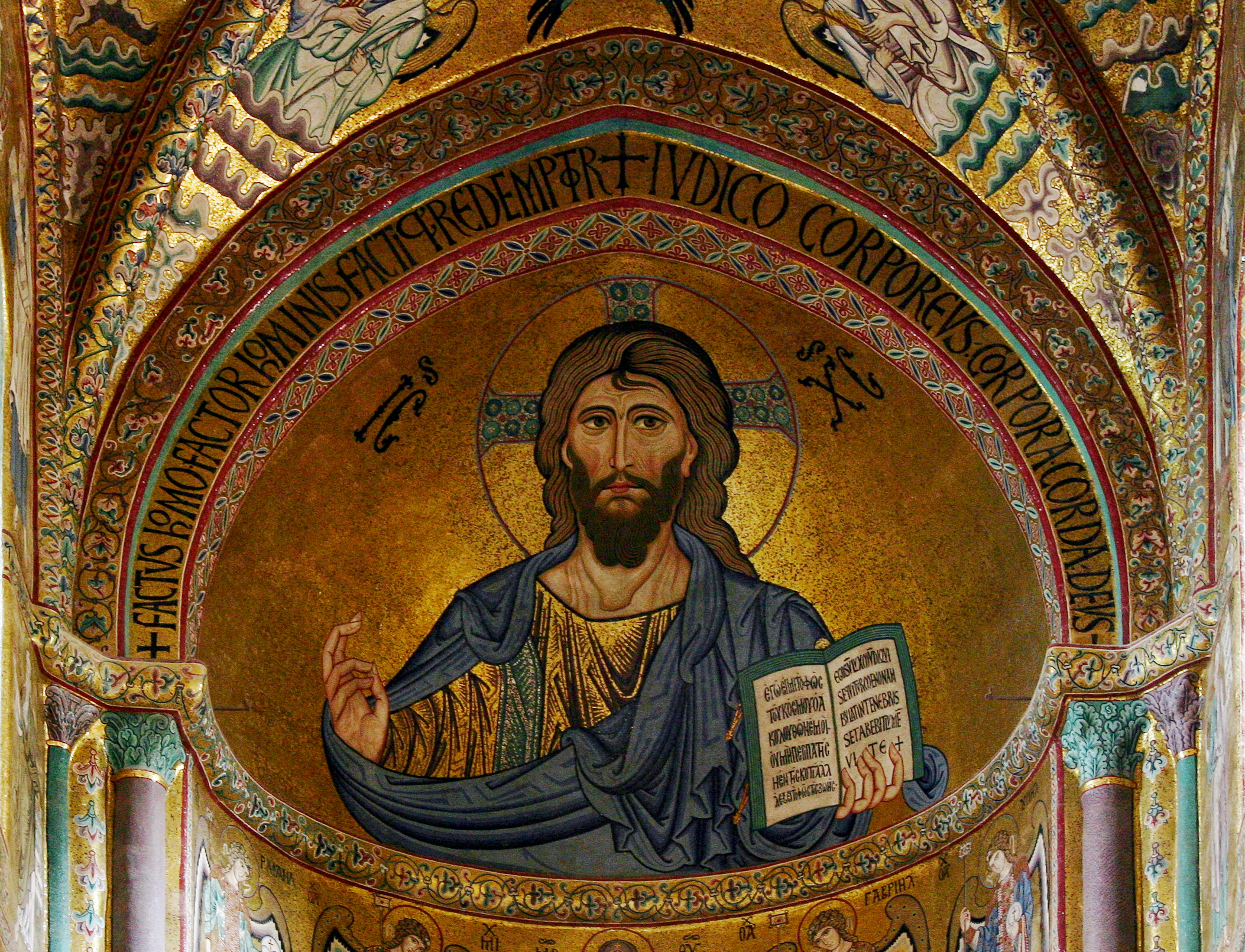
Christ pantocrator, cathédrale de Cefalù.
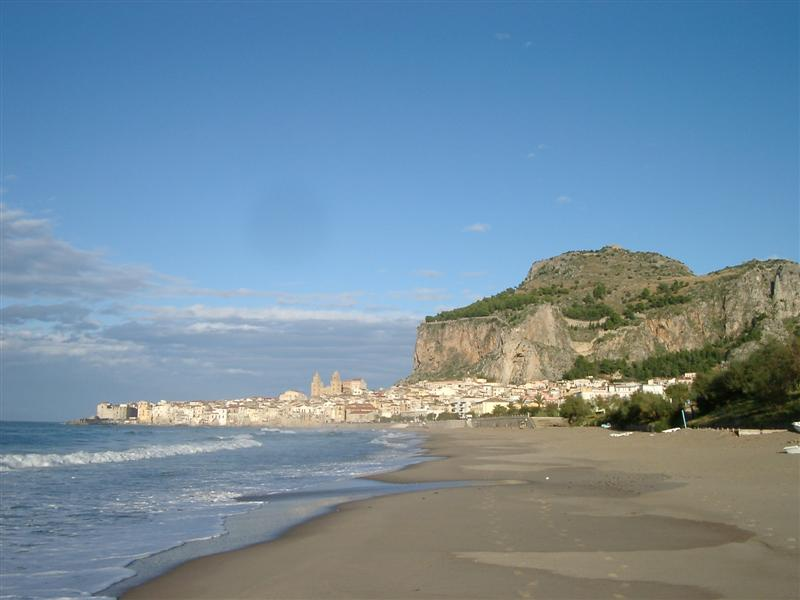
Plage de Cefalù.
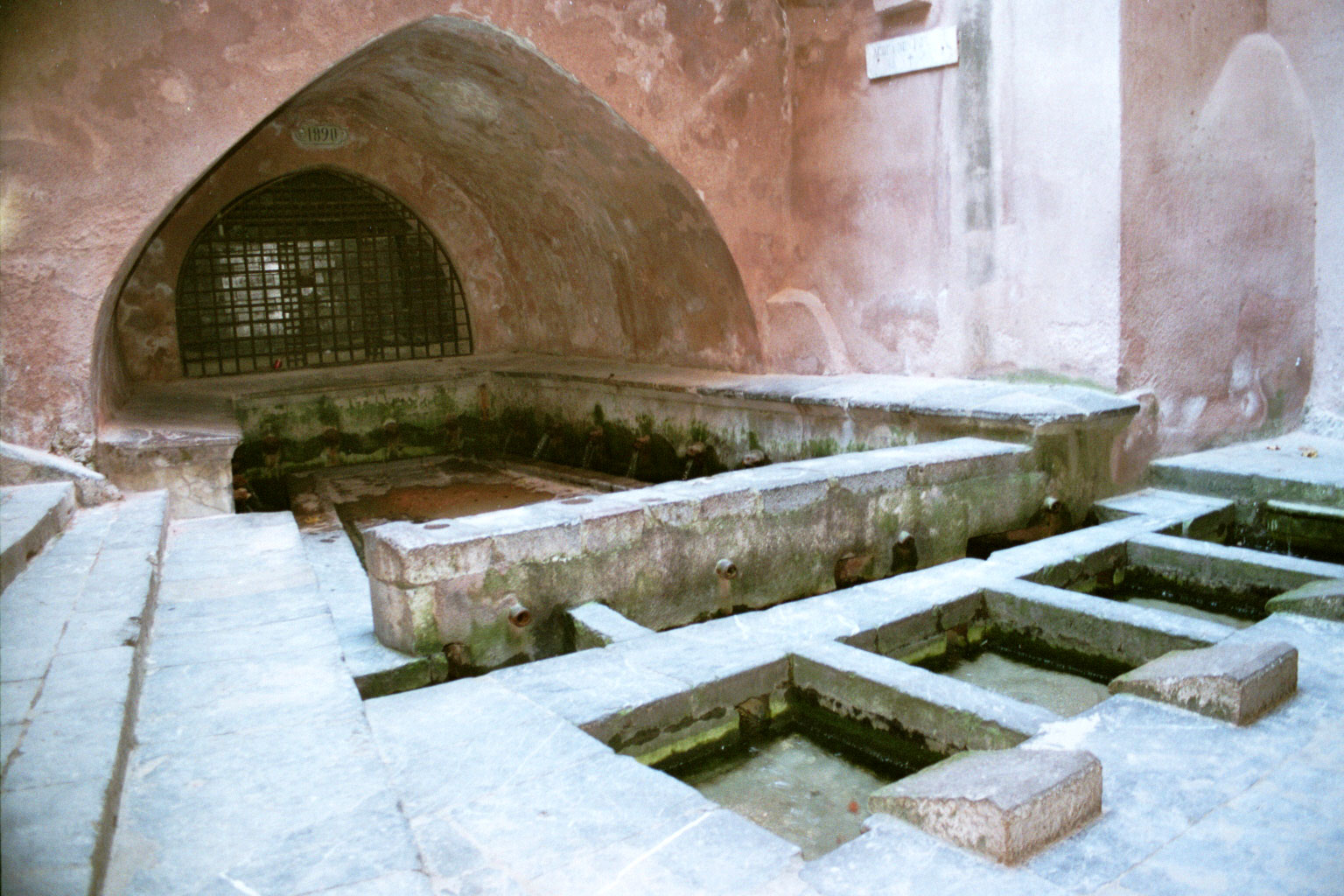
Ancien lavoir arabe.
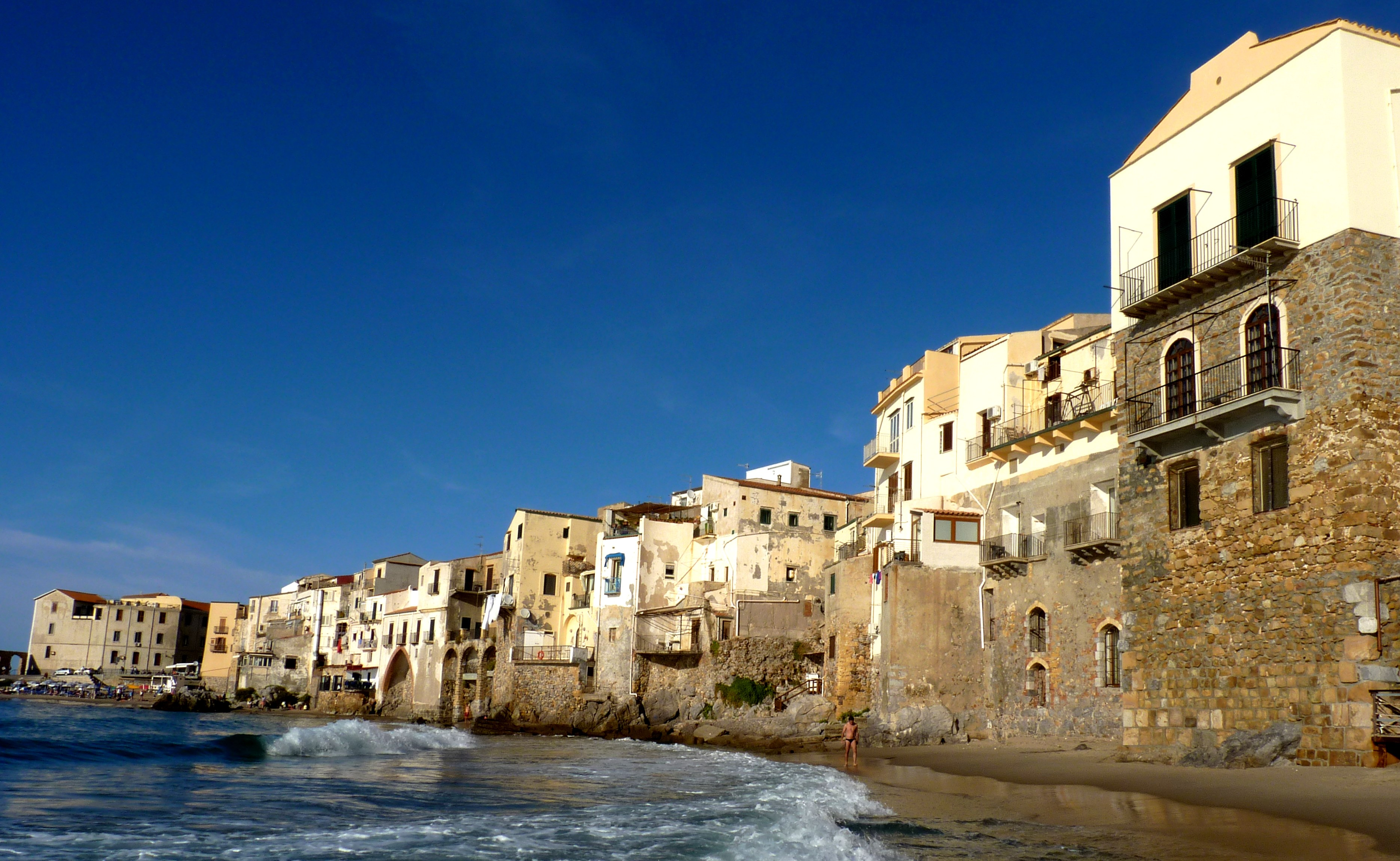
Plage de Cefalù.